# LIVE!! ACT TULIP
『LIVE!! ACT TULIP ～渋谷公会堂における実況盤～』（ライヴ!! アクト チューリップ ～しぶやこうかいどうにおけるじっきょうばん～）は、チューリップのライブアルバム。1973年12月1日発売。

## 解説
1973年9月23日に渋谷公会堂で行われたライブの一部を収録したアルバムである。本作は、「ライブ」という言葉を日本で初めてタイトルに使用したアルバムだとされるネット記事は誤りで、リリース順でいえば、初めてはフォーリーブスの1972年2月21日発売の『フォーリーブス・ライブ・ミュージカル 生きていくのは僕たちだ!』がおそらく最初。次が1973年7月1日発売の井上陽水『陽水ライヴ もどり道』。本アルバムは3番目と見られ、4番目が吉田拓郎の1973年12月21日発売『よしだたくろう LIVE '73』。
「心の旅」の大ヒットによるブレイクの真っ只中にいたバンドの人気の様子を窺い知ることができる。
このライブで初めて「LIVE ACT TULIP」が冠され、以後このタイトルを2008年まで使用した。
LPには歌詞カードとは別に、誌上実況やメンバーのコメントを掲載したコンサートプログラムが同封されていた。
なお、ライブの完全版は2008年に限定版のボックス・セット「LIVE ACT TULIP 1973-1979」に収録され発売された。同バージョンでは「一人の部屋」、「君のために生れかわろう」、「セプテンバー」などの曲、そしてメンバーのMCなどが収録されている。メドレー形式で披露された安部俊幸の「私の夢」、吉田彰の「罪つくり」は未発表曲である。
2016年、クリプトンが本作と「LIVE!! ACT TULIP Vol.2」、「LIVE!! ACT TULIP Vol.3 鈴蘭&田園ライブ!!」をマスターテープを修復したうえでデジタルリマスターし、ハイレゾ配信した。

## 収録曲
SIDE 1
1. 夢中さ君に
  - 作詞／作曲：財津和夫　ボーカル：財津和夫
2. 新しい地球を作れ
  - 作詞／作曲：財津和夫　ボーカル：財津和夫、吉田彰
3. 早くおいで
  - 作詞／作曲：吉田彰　ボーカル：上田雅利、吉田彰
4. 道化者
  - 作詞／作曲：財津和夫　ボーカル：吉田彰
5. 二人で山へ行こう
  - 作詞／作曲：財津和夫　ボーカル：吉田彰
  - オリジナル・アルバムと同様、ユニゾンしているのは財津。
6. 僕のお嫁さん
  - 作詞／作曲：財津和夫　ボーカル：財津和夫
  - 財津がハンドマイクを片手にボーカルを担当した。
7. 心の旅
  - 作詞／作曲：財津和夫　ボーカル：姫野達也

SIDE 2
1. 思えば遠くへ来たものだ
  - 作詞：安部俊幸／作曲：姫野達也　ボーカル：安部俊幸
  - ストーリービル・ダンディーズというジャグバンドが演奏を担当し、メンバー5人はボーカルとコーラスのみに専念という形式で演奏された。
2. イエスタデイ（YESTERDAY）
  - 作詞／作曲：Lennon–McCartney　ボーカル：財津和夫
  - 財津単独による弾き語り形式での演奏。
3. 四月になれば彼女は（APRIL COME SHE WILL）
  - 作詞／作曲：PAUL SIMON　ボーカル：姫野達也
  - 姫野単独による弾き語り形式での演奏。
4. 夏色のおもいで
  - 作詞：松本隆／作曲：財津和夫　ボーカル：姫野達也
5. メドレー
  1. 夢中さ君に
    - 作詞／作曲：財津和夫　ボーカル：財津和夫

  2. 魔法の黄色い靴
    - 作詞／作曲：財津和夫　ボーカル：財津和夫

  3. 道化者
    - 作詞／作曲：財津和夫　ボーカル：吉田彰

  4. 心の旅
    - 作詞／作曲：財津和夫　ボーカル：姫野達也
    - この日のライブの振り返りとして、メドレーで演奏された。

## クレジット
SHOO KUSANO -SHINKO PRODUCTIONS
Guitar
KAZUO ZAITSU
Bass
AKIRA YOSHIDA
Lead Guitar
TOSHIYUKI ABE
Drums
MASATOSHI UEDA
Keyboards, Guitar, Banjo
TATSUYA HIMENO
Thanks to Takahiko Ishikawa for mellotron（A-7, B-4）, Story Vill Dandies（B-1）
Produced by Kazunaga Nitta
Engineered by Takeshi Itoh
Stage Produced by Hiroaki Kaneko
Management by Shiro Nishida
Recorded at Shibuya Public Hall, 23 Sept.1971
写真提供：コーリン鉛筆